# Modèles ferroviaires
 (novembre 2024).
Si vous disposez d'ouvrages ou d'articles de référence ou si vous connaissez des sites web de qualité traitant du thème abordé ici, merci de compléter l'article en donnant les références utiles à sa vérifiabilité et en les liant à la section « Notes et références ».
Modèles ferroviaires est une revue française fondée en 2008 qui traite des thèmes autour du modélisme ferroviaire. Elle s'adresse aux modélistes constructeurs. Elle cesse de paraître en 2013.

## Historique
Modèles ferroviaires est fondée en 2008 par Christian Fournereau et Denis Fournier Le Ray appartenant au groupe LR Presse[réf. souhaitée].
D'abord indépendante, la revue Modèles ferroviaires paraît ensuite sous la forme hors-série Loco Revue avant de retrouver son indépendance pour quatre numéros[réf. souhaitée].
Le 22 novembre 2013, Denis Fournier Le Ray annonce l'arrêt de la revue sur le forum Modèles Ferroviaires.

## Contributeurs
Parmi les contributeurs réguliers de la revue, on trouve Ivan Bory (échelle 0), Jean Cantaloube (échelle N), Patrick Fastelli (échelle H0), Aurélien Prévot (échelle H0)[réf. souhaitée].

## Contenu
Dans presque chaque numéro, on trouve une série d'articles qui comportent plusieurs thèmes[réf. souhaitée] :
- Des articles présentant des constructions intégrales ;
- Des articles présentant le montage de kits et leur amélioration éventuelle ;
- Des articles donnant des tours de mains et des astuces ;
- Un cahier central comprenant différents plans, en général au 1/43,5e (échelle 0) ;
- Une page de nouveautés.